# توني روبرتسون
توني روبرتسون (1956 في الولايات المتحدة - ) (بالإنجليزية: Tony Robertson)‏ هو لاعب كرة سلة أمريكي في مركز مدافع مسدد الهدف. لعب مع غولدن ستايت ووريورز.

## وصلات خارجية
- توني روبرتسون على موقع إن بي أي (الإنجليزية)
- توني روبرتسون على موقع سبورتس رفرنس (الإنجليزية)
- توني روبرتسون على موقع كلية كرة السلة في سبورتس رفرنس.كوم (الإنجليزية)
- توني روبرتسون على موقع ريلجم (الإنجليزية)
- توني روبرتسون على موقع بروبوليرز (الإنجليزية)